# Gunungan

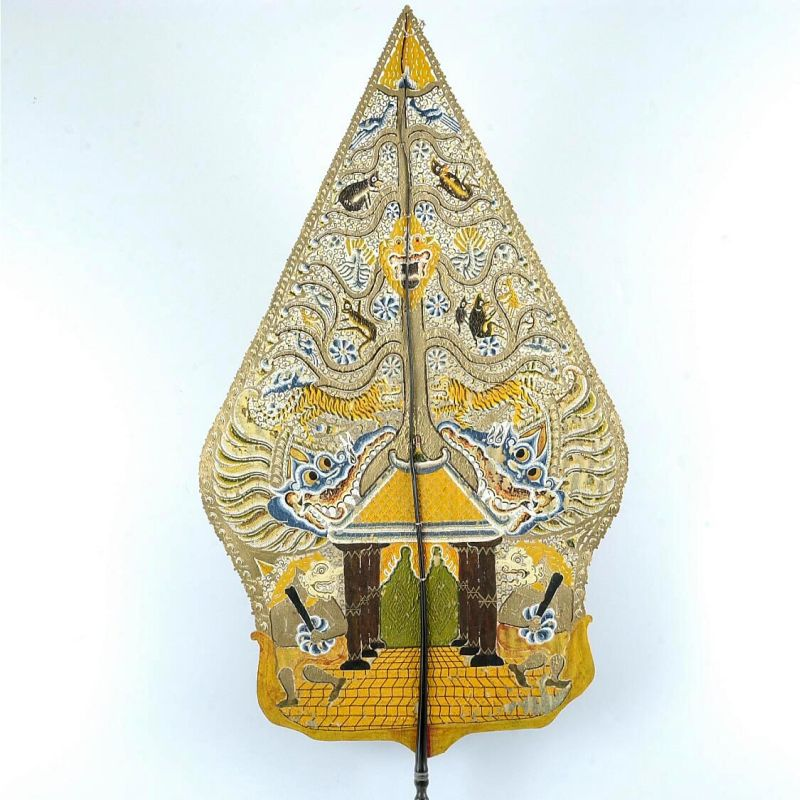
Javanischer gunungan

Gunungan (indonesisch „Berg“, „bergartig“), auch kayon, kayonan, kakayonan (von kayu, „Holz“), ist eine Figur in den erzählenden Theaterformen wayang in Indonesien, die vor allem im wayang kulit genannten Schattenspiel in Java, Bali und Lombok gebraucht wird. Die in Java lanzettförmige und in Bali oben gerundete, symmetrische Figur aus durchscheinendem Pergament erscheint als erste am Beginn der Aufführung auf dem Bildschirm, verschwindet als letzte an deren Ende, markiert zwischendurch Szenenwechsel und kann als Requisit dienen. Sie symbolisiert den Weltenberg (im indischen Kulturraum Meru), den Weltenbaum und die Einheit des Weltganzen und ermöglicht auf magische Weise den Göttern und Ahnen, im Verlauf des Spiels in den wayang-Figuren anwesend zu sein. Im nahezu verschwundenen Bildrollendrama wayang bèbèr ist der gunungan zwischen die Bilderzählung gemalt.

## Herkunft des Wayang Kulit

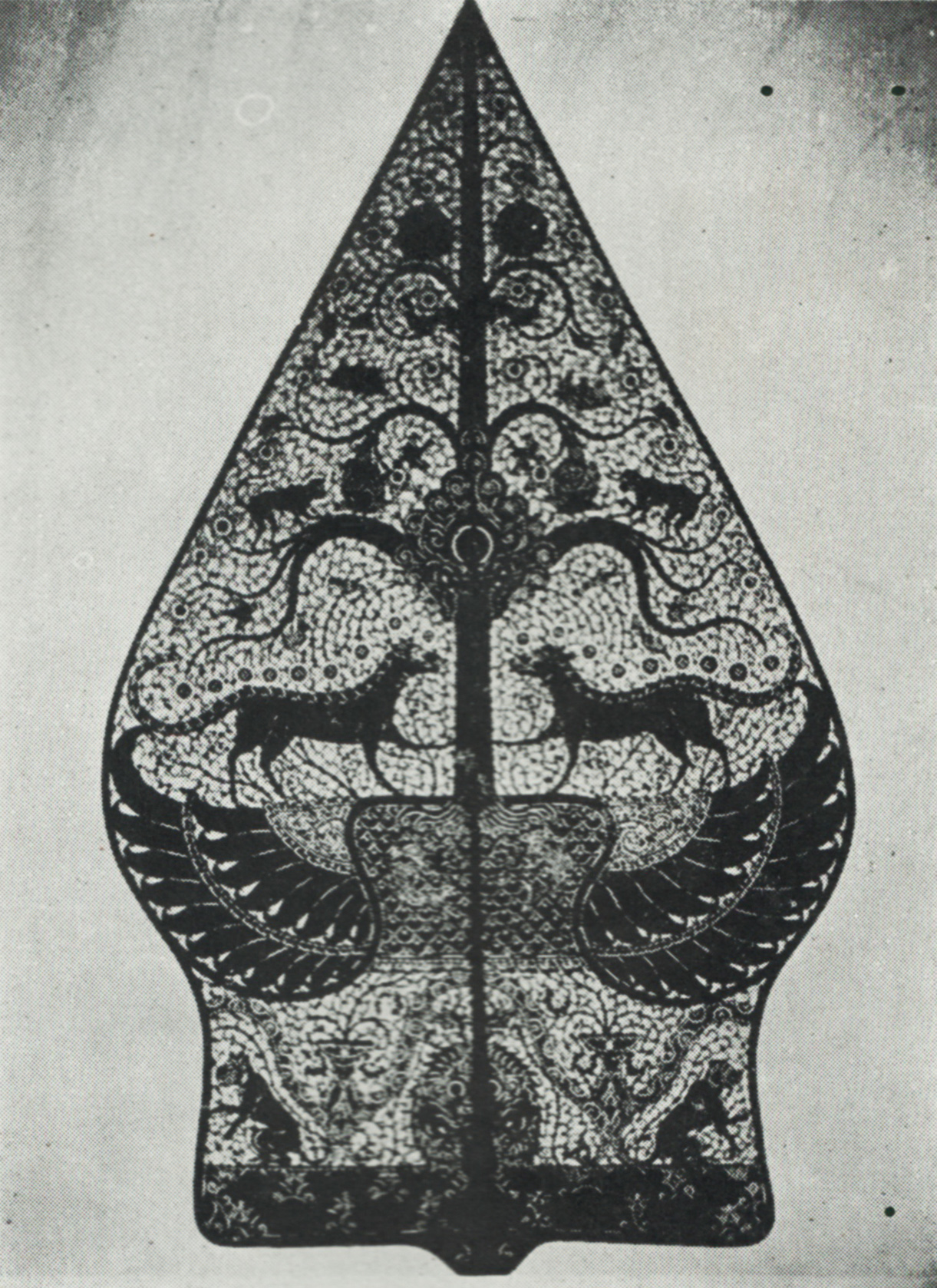
Malerei eines ostjavanischen gunungan mit breiten Garuda-Flügeln.

Wayang bedeutet in der allgemeinen javanischen Sprache eine Puppenfigur oder eine andere Figur in einer Theateraufführung. Das Spiel selbst wird wayangan genannt, entsprechend heißt die Figur in krama, der javanischen Hochsprache ringgit (eigentlich „Kopf“, „Bildnis“) und ringgitan das Spiel. Ein Suffix dient zur Unterscheidung der Theaterformen: Wayang kulit (kulit, „Haut“, „Hülle“, „Schale“) bezeichnet das Schattenspiel, das nach Herkunft der Themen weiter eingeteilt wird in wayang kulit purwa, das Episoden aus den altindischen Sanskrit-Epen Ramayana und Mahabharata enthält, und wayang kulit gedog mit Erzählungen aus der späteren hindu-javanischen Zeit ab dem 13. Jahrhundert bis zum Anfang des 16. Jahrhunderts. Im wayang gedog ist der Held Prinz Panji, der zusammen mit Damarwulan und einer Reihe weiterer Helden in historischen Dramen (lakon) auftritt, die hauptsächlich in der Zeit des hinduistischen Reiches Majapahit (14. bis Anfang 16. Jahrhundert) spielen. Panji ist auch die Hauptfigur einiger Tanzstile, besonders des Maskentanzes topeng, und des bereits im 19. Jahrhundert selten gewordenen und heute nahezu verschwundenen Bildrollendramas wayang bèbèr. Zu den Puppenspielen mit demselben Repertoire gehören ferner wayang klitik (flache farbige Holzpuppen) und wayang golèk (dreidimensionale größere Holzpuppen).
In den ersten nachchristlichen Jahrhunderten kamen Händler und Kolonisten aus Südindien auf dem Seeweg nach Südostasien. Die ganz im Westen gelegene Insel Sumatra, Java und die Malaiische Halbinsel waren vermutlich das in altindischen Texten mit Suvarnadvipa („Goldene Insel“) gemeinte Land, in dem buddhistische und hinduistische Lehren und das indische Kastensystem Fuß fassten. Der Prozess der Indisierung fand von seinen Anfängen im 4. Jahrhundert v. Chr. bis zur vollen Entfaltung der indischen Kultur im 6. Jahrhundert n. Chr. statt. Als wahrscheinlich gilt, dass nicht die Händler ihre Religion auf den Inseln in solch großem Umfang verbreiteten, sondern die einheimischen Herrscher von sich aus indische Missionare anforderten, um neben der Kultur Kenntnisse über die in Indien höher entwickelten staatlichen Strukturen zur Stärkung ihrer Macht zu erlangen.
Das Schattenspiel wayang kulit kommt in Indonesien nur in Gebieten vor, in denen im Lauf der Geschichte der Hinduismus verbreitet war oder wie in Bali bis heute verbreitet ist. Die wesentlichen Inhalte des wayang kulit sind Adaptionen aus den großen indischen Epen. In Indien lässt sich die Tradition des Schattenspiels nach der Interpretation literarischer Quellen bis in altindische Zeit zurückführen. Bis heute werden in Indien zahlreiche Schattenspielformen gepflegt, deren Figuren sich stark voneinander unterscheiden. Das Spektrum reicht von mittelgroßen, unbeweglichen Figuren aus dicker, undurchsichtiger Tierhaut wie im Tholpavakuthu von Kerala und Ravanacharya von Odisha über kleine halbdurchscheinende Figuren im Chamadyache bahulya von Maharashtra bis zu durchscheinenden lebensgroßen und beweglichen Figuren im Tholu bommalata von Andhra Pradesh. Die Transparenz, Farbgebung, die feinen Durchbrüche der wayang kulit-Figuren, deren Anordnung auf dem Bildschirm sowie gewisse vorbereitende Rituale haben Entsprechungen in den indischen Traditionen. Insgesamt spricht dies für (süd)indische Wurzeln des indonesischen Schattenspiels. Neben dieser verbreiteten Ansicht betonten einige niederländische und indonesische Forscher den autochthonen Ursprung des wayang kulit im indonesischen Ahnenkult und hielten sogar eine Ausbreitung von hier nach Indien für möglich. Dies stieß ebenso wenig auf allgemeine Zustimmung wie die Theorie, Einwanderer aus China hätten im 14. Jahrhundert das chinesische Schattenspiel mitgebracht, weil schriftliche Belege zum wayang kulit (im altjavanischen epischen Gedicht Arjunawiwaha, entstanden 1019–1042) bereits ab Anfang des 11. Jahrhunderts, also zur Zeit eines hinduistischen Königreichs unter Airlangga auf Java vorliegen. Die Inszenierungen der indischen Epen im Schattenspiel halfen im Mittelalter maßgeblich bei der Verbreitung der indischen Glaubensvorstellungen ebenso wie später die Panaji-Erzählungen bei der Bekehrung zum Islam.
Plastische Steinreliefs mit im Profil dargestellten Figuren im „Wayang-Stil“ – so benannt, weil sie als Vorläufer von wayang kulit-Figuren aufgefasst werden – erscheinen Ende des 13. Jahrhunderts am ostjavanischen Tempel (candi) Jago (nahe Malang), Mitte des 14. Jahrhunderts am Penataran (bei Bitlar) und Mitte 15. Jahrhundert an einem Tempel am Hang des Penanggungan. Um diese Zeit gewann der Islam in Java an Bedeutung. Die heute vogelkopfartig abstrahierten und formelhaft erstarrten Köpfe der javanischen wayang kulit-Figuren sind ein Zugeständnis an ein entsprechend interpretiertes islamisches Bilderverbot. Die balinesischen Figuren unterlagen hingegen nie islamischem Einfluss und haben am getreuesten das lebensechte Aussehen der mittelalterlichen Tempelskulpturen in Ostjava bewahrt.
Neben den indisch-hinduistischen haben sich im Schattenspiel noch ältere Vorstellungen von animistischen Religionen und Ahnenkulten erhalten. Das indonesische Schattenspiel entstand nach allgemeiner Ansicht wesentlich früher als im 11. Jahrhundert im Zusammenhang mit der Ahnenverehrung und diente vermutlich seit Anbeginn der Abwehr böser Geister. Die Javaner selbst sehen die Wurzeln des wayang weit in vorchristlicher Zeit. Zum indonesischen Ahnenkult gehört die magische Bedeutung des Büffels, die nach außen besonders deutlich in den Ritualen der Toraja sichtbar ist. Der gunungan und die anderen Schattenspielfiguren sollten in Java aus narbenloser Büffelhaut, in Bali aus Kuhhaut hergestellt werden. Die heute aus Holz bestehenden Haltestäbe der Figuren wurden früher aus Büffelhorn gefertigt und Schattenspielvorführer (dalang), die ihre rituellen Vorschriften streng befolgen, essen kein Rindfleisch.
Mit der Islamisierung ging das Schattenspiel in die islamische Kultpraxis über. Im Monat Safar (auf Java sapar), der im Islam als unheilbringend gilt, wird in Java (und anderswo in der Region) ein religiöses Badefest (mandi safar) veranstaltet, bei dem alles Schadenbringende abgespült werden soll. In Zentraljava wird das Dorf symbolisch gereinigt, abends ein Festmahl eingenommen und anschließend ein Schattenspiel aufgeführt. Ein solches kann auch zu Maulid an-Nabī, dem Geburtstag des Propheten, und anderen islamischen Festtagen veranstaltet werden. Der islamische Mystiker Hamza Fansuri (Ende 16. Jahrhundert) aus Sumatra wiederholte die von spätmittelalterlichen Sufi-Dichtern häufig gebrauchte und auf das arabische Schattenspiel (arabisch chayāl az-zill, „Phantasie der Schatten“) bezugnehmende Metapher vom Menschen als dem wayang (Puppen-Abbildung, Spiegel oder Schatten) des Göttlichen.
Drei unterschiedliche große Kulturbereiche haben das wayang kulit geprägt und im Lauf der Zeit verändert, dennoch blieb es stets ein Bestandteil der religiösen Glaubenspraxis und der auf einem mythischen Hintergrund basierenden Festtradition. Ursprünglich waren es die persönlichen Ahnen, die im mythischen Denken während der Vorstellung von den Schattenspielfiguren Besitz ergreifen, später verwandelten sie sich in die als Ahnen gewürdigten Herrscherfamilien des historischen Majapahit, das zu einem mythischen Reich wurde. Mit dem gunungan zu Beginn der Vorstellung werden seitdem die Adligen von Majapahit angelockt, damit sie sich mit den Helden der indischen Epen vereinen und für die Dauer der Aufführung in den Spielfiguren verkörpern.

## Gunungan im Wayang Kulit

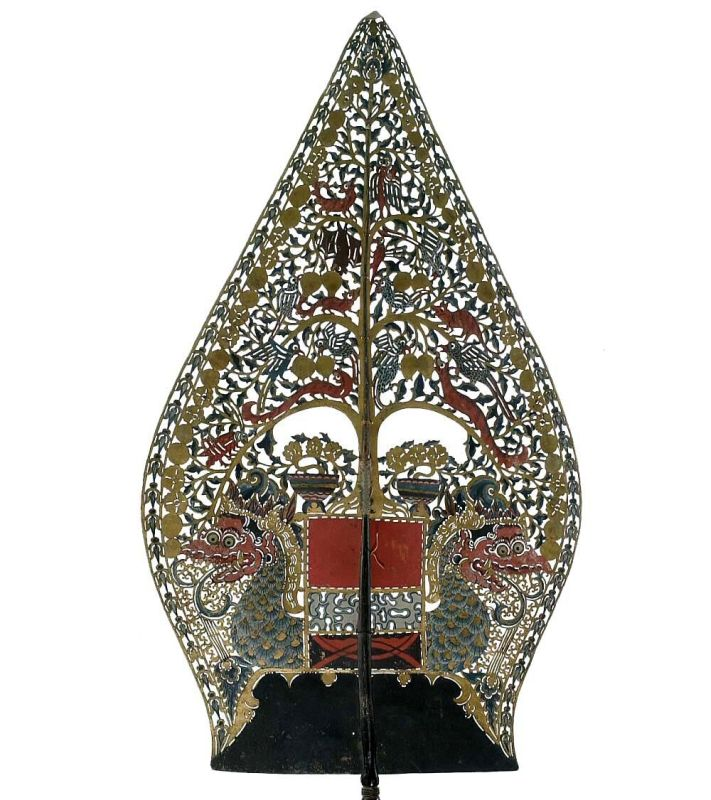
Javanischer gunungan mit geschlossenem Portal und zwei großen Yakshas seitlich. Die Wurzeln des Baums ragen ins Wasser. Es tummeln sich einige Tiere in der Baumkrone, aber der Dämonenkopf (kala) fehlt.

Der gunungan, wie er in Java heißt, oder der kayon/kayonan in Bali ist im wayang kulit eine große blattförmige Figur aus getrockneter, fester Rindshaut, deren Umriss in Java spitz und in Bali mehr gerundet ist. Die Basis des Blattes ist ungefähr gerade oder leicht schalenförmig gewölbt. Die dem Namen nach als Weltenberg oder Lebensbaum verstandene Figur kommt außer im Schattenspiel im Spiel mit flachen Holzpuppen wayang klitik, im Spiel mit rundplastischen Puppen wayang golek und auf den Bildrollen wayang bèbèr vor. Als motivische Übernahme taucht der gunungan auch an kunsthandwerklichen Objekten und als Architekturelement auf. Die wesentlichen äußeren Merkmale des gunungan sind bei allen wayang-Formen ähnlich, unterscheiden sich aber nach Region.

### Form
Innerhalb des Blattmotivs kommen mehrere Figuren und floralen Elemente vor, die sich durch sehr fein angelegte Perforationen und farbliche Gestaltung vom Untergrund abzeichnen. Beim etwa 75 Zentimeter hohen javanischen gunungan ist das zentrale Bildthema im unteren Bereich meist ein überdachtes Portal, ein Tempeltor in der Form eines Pavillons mit Säulen auf jeder Seite. Auf dessen Dach wächst als mittige Achse ein Baumstamm nach oben, von dem ausgehend geschwungene Äste und Zweige die seitlichen Flächen ausfüllen. In Bali und Lombok ist die gesamte Gestaltung symmetrisch, dagegen kommen in Java geringe Abweichungen von der Symmetrie und unterschiedliche Details vor. Eine frontale und symmetrische Darstellung wie beim gunungan ist ansonsten nur den höchsten Götterfiguren vorbehalten, während alle übrigen Figuren des Schattenspiels im Profil gezeigt werden. In den Zweigen des Weltenbaums sitzen verschiedene Tiere wie Tiger (macan), Wildrinder (bantèng), Affen und Vögel. Manche große Tiere sind einander in Kampfpose zugewandt, die Vögel verschwinden zwischen den feinen Zweigen. In einigen gunungan tauchen ein Menschenpaar und der elefantenköpfige Glücksgott Ganesha auf. In der oberen Mitte blickt ein zweiäugiger Dämonenkopf (Sanskrit kala, auch bhoma) aus dem Stamm auf den Betrachter. Kala, wie der Kopf in Mitteljava heißt, entspricht dem banaspati in Ostjava und den Monsterköpfen, die mit aufgerissenem Maul über dem Eingangsportal balinesischer Tempel den Besucher anstarren und böse Einflüsse fernhalten sollen. Kala (Sanskrit, die personifizierte Zeit) ist der alles verschlingende Dämon oder Todesgott, der aus dem Samen Shivas entstand. Er gehört mit seinen weit aufgerissenen Augen und seinen furchterregenden Zähnen zusammen mit Rakshasas (dämonische Riesen) und Bhutas (dämonische Geister) zu den unheilvollen Gestalten. Von anderen Mauern an balinesischen Tempeln blickt das verwandte, furchteinflößende Motiv des einäugigen karang bintulu („blumiges Einauge“) herunter.
Eine Lotusblüte an der Spitze gilt als Symbol für Erleuchtung, weshalb mancher dalang im gunungan ein mystisches Diagramm (Yantra) sieht. Bei anderen gunungan erinnert die runde Figur an dieser Stelle an eine Sonnenscheibe mit Strahlenkranz und symbolisiert folglich den indischen Sonnengott Surya, was zur Interpretation als Himmelsbaum passt. Die feinen Äste und Blätter, welche die gesamte Fläche der Baumkrone ausfüllen und die darin verteilten Figuren dicht umgeben, wirken wie ein Urwald. Daraus ergibt sich eine weitere mögliche Deutung des gunungan als symbolischen Rückzugsort für einen Übergangsritus, bei dem ein Mensch in seinem vorigen Lebensabschnitt stirbt, um in einer neuen Phase des Lebens wiedergeboren zu werden. Nach den mythischen Vorstellungen ist der Mensch während dieser Zwischenzeit besonders stark von böswilligen Mächten bedroht, die es zu überwinden gilt und die vielleicht im gunungan dargestellt sind. Eine Analogie hierfür bietet der dreiteilige Ablauf (lakon) der Panji-Aufführung, der in der ersten Szene, als Prinzessin Sekar Taji verschwindet, den Zuschauer auf den Konflikt vorbereitet. Dieser Konflikt wird in der zweiten Szene mit Kämpfen ausgetragen, aus denen Panji siegreich hervorgeht, um in der dritten Szene die Prinzessin zu heiraten.
Über beide Seiten des ausladenden Portaldaches ragen Vogelflügel hinaus, die zum darüber abgebildeten Kopf eines Garuda gehören und Feuer symbolisieren. Als Ornament in der Batik-Malerei heißen entsprechende halbkreisförmige Vogelschwingen lar. Gelegentlich windet sich um den Stamm des Weltenbaums eine Schlange, die mythische Naga. Ganz unten bewachen Yakshas, Unterweltsgeister, zu beiden Seiten das Portal. Alle Dämonen und Götter entstammen der indischen Mythologie. Ein solcher gunungan kann auch im wayang golek eingesetzt werden.
Der in Bali vollkommen symmetrische kayonan hat eine ungefähr elliptische Form und ist etwa 55 Zentimeter hoch. Tiere sind selten abgebildet, meist ist die gesamte Fläche zwischen den wellenlinienförmig sich seitwärts ausbreitenden Ästen des Weltenbaums mit floralen Mustern ausgefüllt. Im unteren Bereich können runde Berggipfel oder Schlangen zu erkennen sein. In der Einteilung zeigen sich die drei Welten: Der Baum steht mit seinen Wurzeln in der Unterwelt, wächst durch die Welt der Menschen und erreicht den Götterhimmel.
Gegenüber den mit beweglichen Armen ausgestatteten Figuren des wayang kulit, die an der Schulter, den Ellbogen und häufig auch an den Handgelenken Drehpunkte haben, stellt die unbewegliche Platte des gunungan eine Besonderheit dar. Der gunungan ist jedoch nicht die einzige unbewegliche Platte. Bekannt ist die rampogan-Platte (auch rampokan oder rampok macan), auf der eine Gruppe von Soldaten einen Tiger angreift und tötet. Sie beschreibt ein ursprünglich religiöses Reinigungsritual, das bis zu seinem Verschwinden Anfang des 20. Jahrhunderts zu einem Volksspektakel herabgesunken war. Eine weitere feste Platte ist Batara Guru, der göttliche Lehrer und eine Erscheinungsform Shivas, der auf einem Stier sitzt.

### Funktion

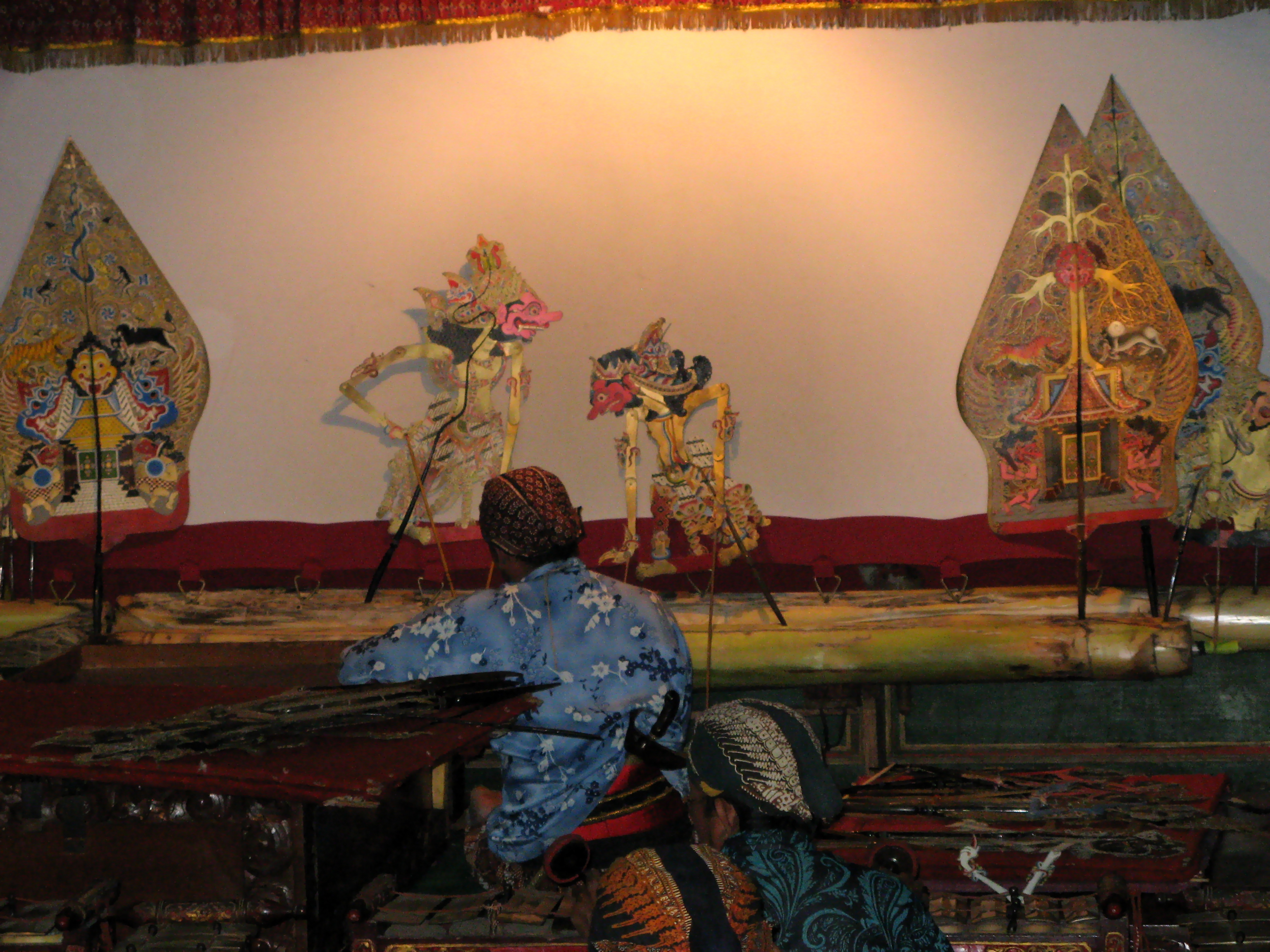
Aufführung von der Bühnenseite mit dem dalang und Musikern. Drei gunungan dienen als Requisiten. Yogyakarta in Zentraljava

Zur Ausstattung des Schattenspiels gehört ein am Boden liegender Bananenstamm (in Java gedebog, in Bali gedebong), in den die Figuren (in Java wayang, in Bali ringgit) während der Vorführung gesteckt werden, eine darüber gespannte Leinwand (kelir), eine von oben herabhängende Lampe (in Java blencong, in Bali damar) eine Kiste (in Java kotak, in Bali koprak) mit den Figuren linkerhand vom dalang, dem Deckel der Kiste rechts vom dalang und vier gamelan-Musikern hinter dem dalang, die verschiedene gendèr (Metallophone) spielen. Die Zuschauer nehmen auf dem Boden vor dem Bildschirm Platz, wo sie die Schatten der Figuren sehen, Männer dürfen auch auf der Seite des dalang die Figuren direkt betrachten.
Für den dalang symbolisiert dieser Aufbau mit Bananenstamm (Erde) und Leinwand (Himmel) den gesamten Kosmos. Wenn der dalang die Figuren an ihren Stäben hält und sie über die Leinwand bewegt, wirken in seinen Händen göttliche Kräfte, mit denen er das Geschehen lenkt. Die Lampe ist Sinnbild der Sonne und zugleich das Auge des dalang. Der gunungan stellt eine magische Verbindung zwischen der irdischen und der jenseitigen Welt her. Das Spiel mit Puppen, ebenso das Spiel mit Masken (in Indonesien wayang topeng), ist eine Theaterform, bei welcher der Darsteller in einem körperlichen Abstand zwischen sich und den agierenden Charakteren steht, die durch die Stilisierung dem realen Leben enthoben sind. Wenn der dalang die einführenden Worte spricht, fungiert der gunungan insofern als eine Art Maske, hinter der er sich verbirgt. Die unsichtbare Macht des dalang bleibt im Hintergrund.
Eine traditionelle Schattenspielvorführung beginnt nach Einbruch der Dunkelheit. Die erste der drei Phasen, in welcher die Charaktere eingeführt und der Konflikt auf den Weg gebracht wird, dauert bis um Mitternacht. Die Kämpfe und Intrigen der zweiten Phase ziehen sich etwa drei Stunden hin. Die dritte Phase der Versöhnung und Freundschaft ist im Morgengrauen beendet. Allgemein markiert der mittig aufgestellte gunungan (kayonan) auch die Pausen zwischen wichtigen szenischen Abschnitten während des Spiels und kann als Requisit für Berg, Fels, sonstiges Hindernis, Königsthron, Wellen eines Sees, Wolke oder – auf die rote Rückseite gedreht – für Feuer dienen. Als Pausenanzeiger wird der gunungan schräg aufgestellt, als Eröffnungs- und Schlussfigur gerade. Dabei neigt er sich, dem Lauf der Zeit folgend, vor Mitternacht nach links und nach Mitternacht nach rechts. Wenn auf der Insel Lombok zwei gunungan vorkommen, werden beide vom Rand zur Mitte versetzt, um den Szenenwechsel anzuzeigen.

#### Java
In Java bringen manche dalang vor Beginn des Spiels Opfer (sajen) in Form von Nahrungsmitteln zur Besänftigung der Dämonen dar. Nach dem Vorspiel des gamelan richtet der dalang ein Bittgebet an die Geisterwelt und setzt sich an seinen Platz. Seine beiden Helfer haben bereits ihre Plätze seitlich von ihm eingenommen und einige Spielfiguren sind an den Bildschirmrändern griffbereit angeordnet: die Götter und Helden auf der vom dalang aus gesehen rechten Seite und die Dämonen auf der linken Seite. Der dalang bittet nun die Götter, den gunungan in der Mitte des Bildschirms aufstellen zu dürfen. Er tut dies und klopft fünfmal auf die Figurenkiste, um die Schattenpuppen aufzuwecken. Mit einer weiteren Bitte um die Erlaubnis, den gunungan entfernen zu dürfen, nimmt er die Figur, dreht sie dreimal auf dem Schirm im Kreis und steckt sie am rechten Rand in den Bananenstamm. Die eigentliche Spielhandlung kann beginnen und mit dem letzten Aufpflanzen des gunungan ist sie beendet.

#### Bali

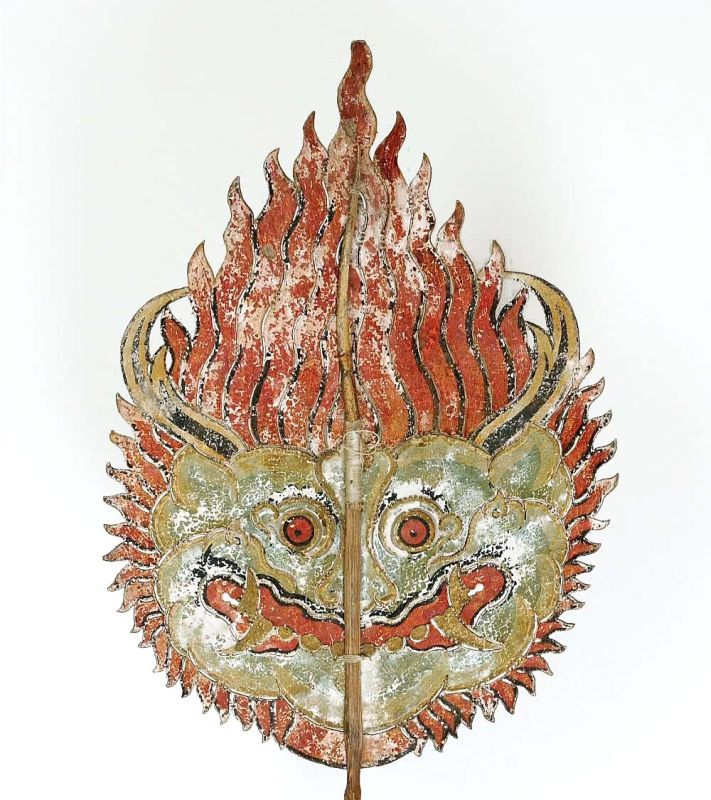
Api („Feuer“), ein Dämon in Bali, der als Gegenfigur dem kayonan am ähnlichsten ist.

Im Süden Balis opfert der dalang auf der Bühne hinter dem Bildschirm und murmelt einen heiligen Vers (Mantra). Dann schlägt er dreimal auf die Figurenkiste, bittet den Windgott (Vayu), beim Spiel kräftig mitzuwirken, hebt den Deckel der Kiste ab und legt ihn rechts neben sich. Er nimmt den kayonan, bewegt ihn etwas über den Bildschirm und steckt ihn in der Mitte fest. Als Nächstes befestigt der dalang am rechten, heilbringenden Rand die große Figur des Siwamurti (eine zornige Erscheinungsform Shivas) und am linken, unheilbringenden Rand die ähnliche zornige Figur Wisnumurti (Erscheinungsform Vishnus). Entsprechend ihrem hilfreichen oder schädlichen Charakter werden die im Spiel gebrauchten Figuren auf beiden Seiten des kayonan eingesteckt, mit vom kayonan abgewandten Gesichtern. Haben die Figuren ihre Präsenz gezeigt, verschwinden sie von der Leinwand und werden seitlich aufgesteckt. Der verbliebene kayonan vollführt einen immer schneller werdenden Tanz, um die Götter und Dämonen anzulocken, damit sie von den Figuren Besitz ergreifen mögen. Von der Musik übertönt murmelt der dalang weitere Mantras und positioniert schließlich den kayonan an der rechten Seite. Vor der nun beginnenden Vorführung legt er die Figuren bedarfsgerecht auf den Deckel der Kiste, andere übergibt er seinen beiden Helfern. Ist die Vorstellung nach der letzten Kampfszene zum Ende gekommen, erscheint der kayonan. Falls der dalang in seiner Eigenschaft als Priester (Dalang Mangku) abschließend heiliges Wasser (tirtha) herstellt, um damit die Figuren zum Schutz vor bösen Einflüssen zu besprengen, dann steckt hinter dem kayonan noch die Figur des Cintya. Tirtha ist für Weihehandlungen im balinesischen Hinduismus (agama Hindu Bali) unentbehrlich.
Der kayonan steht in direkter Beziehung zur Figur des Cintya, der auch Sanghyang Tunggal („Allerheiligste Einigkeit“) genannt wird. Cintya ist weniger der personifizierte oberste Gott als vielmehr das höchste göttliche Prinzip, das alle anderen Gottheiten umfasst. Die Schattenspielfigur des Cintya ist eine nackte menschliche Gestalt, die mit angewinkelten Armen, aneinandergehaltenen Händen und den Beinen in einer Tanzpose dasteht. Die Figur erscheint nie allein auf dem Bildschirm, sondern immer zusammen mit dem kayonan.
Eine balinesische Figur, die dem kayonan ähnlich sieht, heißt api („Feuer“). Api hat die Form eines spitz zulaufenden Blattes mit einem furchteinflößenden Gesicht im unteren Bereich, von dem symmetrisch strahlenförmige Linien nach oben gehen. In jeder Hinsicht ein Gegenstück zum kayonan ist die Figur des pohon kepuh („Baum der Hölle“). Der pohon kepuh ist ein asymmetrisches, unförmiges, baumartiges Gebilde, in dessen Wipfel eine Hexe sitzt. Er dient als Requisit für einen Friedhof mit offenen Gräbern, die zusammen mit magischen böswilligen Geistern und Totenköpfen neben dem Stamm des Baumes erkennbar sind. Die Figur kommt nur im Süden Balis vor und wird für die Höllenfahrt des Königs Kaurava (in Bali Korawa) im letzten Buch des Mahabharata gebraucht.

#### Lombok

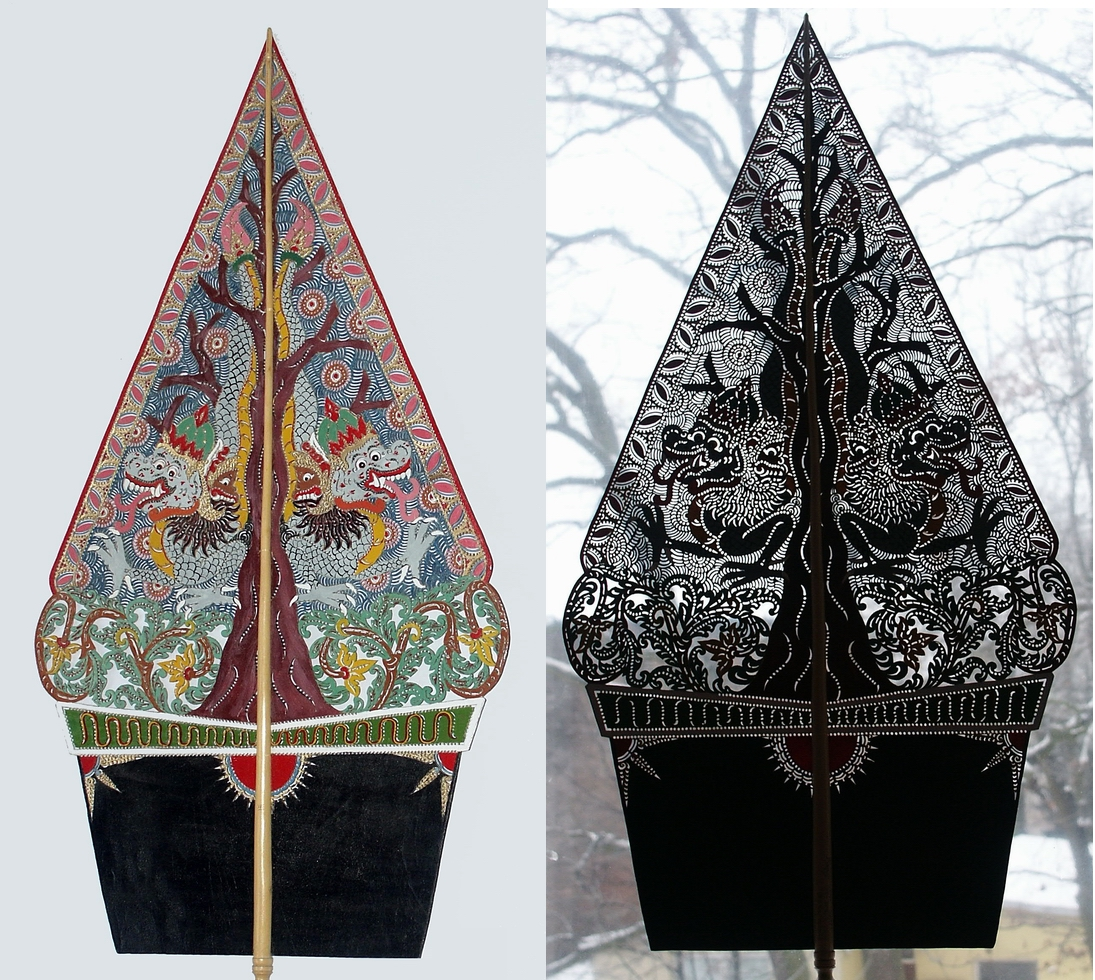
Moderner gunungan im wayang kulit Sasak, mit dem die Erzählung Serat Menak Sasak gespielt wird.

Auf der überwiegend muslimischen Nachbarinsel Lombok besitzt das wayang Sasak eine eigene Erzähltradition, in deren Zentrum der aus dem mittelalterlichen Persien stammende Sagenzyklus Hamzanama steht, der in Lombok als Serat Menak Sasak bekannt ist. Die Geschichten werden musikalisch vom gamelan wayang Sasak begleitet. Ab dem 16. Jahrhundert verbreitete sich auf Lombok ein eher konservativer Islam, zu dessen Popularisierung das Schattenspiel beitrug. Seit den letzten Jahrzehnten des 20. Jahrhunderts stehen das Schattenspiel und andere Kunstäußerungen unter dem Anpassungsdruck an eine strenggläubige islamische Reformbewegung.
Ungewöhnlich ist, dass beim wayang kulit Sasak zwei gunungan verwendet werden, die in ihrer Größe etwa der balinesischen Figur entsprechen, aber wie in Java oben in einer Spitze enden. Den Weltenbaum bilden zwei aneinandergelegte Schlangen, deren hintere Enden nach oben ragen und die Ansatzpunkte für die Äste darstellen, während die Köpfe unten symmetrisch in einem Bogen nach beiden Seiten blicken. Manchmal sind zwischen den Ästen die Köpfe von Dämonen zu sehen. Die beiden gunungan, die auch vorkommen, wenn in Java beim wayang golek Geschichten aus dem Menak-Sagenzyklus (Serat Menak) inszeniert werden, sind der islamischen Auffassung geschuldet, nach der die Welt strikt in die von Gott geleitete Welt des Guten und in die böse Welt des Schaitan geteilt ist. Ein die gesamte Welt umfassender gunungan wie im Hinduismus ist dabei laut Günter Spitzing (1981) nicht denkbar. Ein links und ein rechts aufgestellter gunungan verkörpern zusammen im wayang Sasak das Weltganze.
Nach dieser Beschreibung steckt der dalang zu Anfang die Figuren an den äußersten Rändern des Bildschirms in einer Reihe in den Bananenstamm, dem islamischen Glauben entsprechend die rechtgläubigen Figuren zu seiner Rechten und die ungläubigen Figuren zu seiner Linken. Links platziert der dalang etwas schräg den ersten gunungan. In der Bildschirmmitte markiert er mit einer zwergenartigen lustigen Figur namens Lurah Sabatan, die einen übergroßen kris im Gürtel stecken hat, den Vorstellungsbeginn. Eine zweite lustige Figur kommt kurz hinzu, bevor beide verschwinden, um dem zweiten gunungan Platz zu machen, der mit zwei anderen Figuren, die hinter ihm versteckt sind, über den Bildschirm tanzt. Ein sich bewegender gunungan wird stets musikalisch von einer langen Bambusflöte (suling) begleitet. Der tanzende gunungan kommt in der Bildmitte zur Ruhe, die beiden Figuren werden seitlich vom gunungan sichtbar und geben sich als Amir Hamzah, den weitgereisten Helden des Serat Menak, der alle eroberten Länder zum Islam bekehrt, und dessen Lieblingsfrau Putri Muninggar zu erkennen. Diese Dreiergruppe bleibt eine Zeit lang auf dem Bildschirm stehen, bis das adlige Paar verschwindet und der gunungan rechts vom dalang an den Rand gepflanzt wird. Der Bildschirm bleibt im Verlauf der Aufführung von beiden gunungan eingerahmt.
Bei anderen Aufführungen, die David Harnish (2003) sah, kommt nur ein gunungan vor. Das Orchester, bestehend aus der Bambusflöte suling, der Zylindertrommel kendang, einem Gong und mehreren Metallophonen, spielt zu Beginn dreimal durch Pausen getrennt das Eröffnungsstück Rangsang („aufreizend“, „erregend“), bevor der dalang die Öllampe (labakan, heute meist eine elektrische Glühbirne) anzündet. Die Lampe – Sinnbild der Sonne – folgt auf die Feuer, Luft und Wasser repräsentierenden Musikstücke. Der dalang weckt nun die Figuren auf, indem er den Deckel der Kiste abhebt. Die zuerst in der Mitte aufgesteckte Figur ist der gunungan, dem sogleich Amir Hamzah (auch Jayengrana genannt) und Muninggar auf beiden Seiten mit Blick auf den Weltenberg beigesellt werden. In der kosmischen Symbolik wird mit dem gunungan die Welterschaffung mit allen Pflanzen und Tieren verkörpert, das ihn umgebende Heldenpaar repräsentiert Adam und Hawa (Eva). Nachdem der dalang einige religiösen Formeln gesprochen hat, lässt er alle drei Figuren in einer Flugbewegung an den Rand verschwinden, während das Orchester das Stück Janggal („gehen“) intoniert. Damit hat der dalang den göttlichen Schöpfungsakt der Welt vollzogen. Nach einigen allgemeinen Vorbemerkungen setzt er den gunungan wieder in seine Mittenposition und umschreibt die nachfolgende Spielhandlung, die bald auf den zentralen Konflikt zusteuern wird.

## Gunungan im Wayang Beber

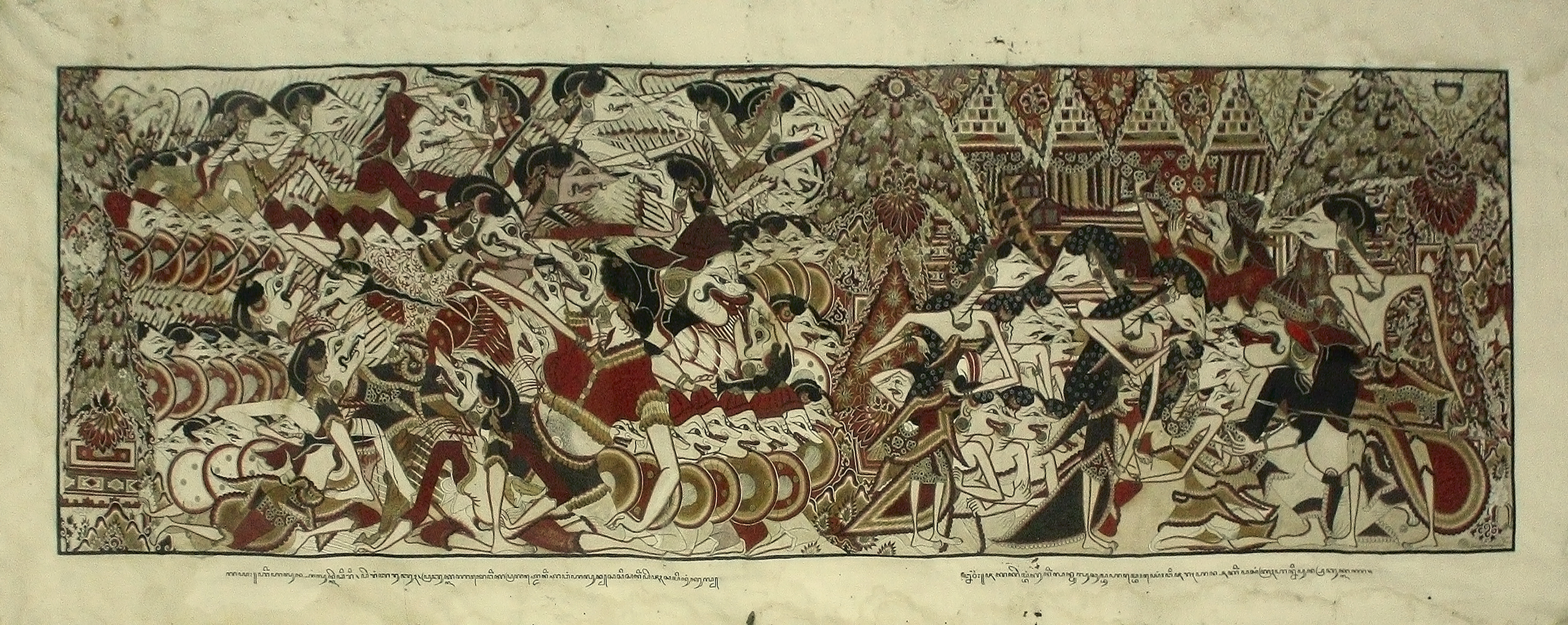
Wayang bèbèr im Mangkunegaran-Palast in Surakarta. Typische Kampfszene, gunungan etwas rechts der Mitte.

Das Bildrollendrama wayang bèbèr galt Anfang des 20. Jahrhunderts als praktisch ausgestorben und wurde von der Forschung erst in den 1960er Jahren in zwei javanischen Dörfern wiederentdeckt. Es besteht aus mehreren, etwas über zwei Meter langen und 70 Zentimeter hohen, bemalten Papierstreifen, die auf zwei senkrecht aufgestellten Stäben so umgerollt werden, dass vier Szenen nacheinander für die am Boden sitzenden Zuschauer sichtbar werden. Es bedarf gewisser vorbereitender Opferhandlungen, um die als sakral geltenden Bildrollen vorzeigen zu können. Die Rollen enthalten Szenen aus dem hindu-javanischen Sagenzyklus um den legendären Prinzen Panji, zu denen der dalang erklärende Kommentare abgibt. Die handelnden Figuren, die formal dem javanischen wayang kulit ähneln, sind von Architekturelementen und floralen Ornamenten umgeben. Die Handlung spielt in einem Raum, in einem Garten oder im Wald. Einige der in die flächenfüllende Ausgestaltung der Szenen eingebetteten Motive haben neben ihrer dekorativen Wirkung eine magische Schutzfunktion. Hierzu zählen das Dreieckmotiv (tumpal), das häufig auf Batikstoffen vorkommt, der Dämonenkopf (kala) und der gunungan.
Die Baumform des gunungan ist auf den Rollenbildern aus dem zentraljavanischen Dorf Gelaran deutlich zu erkennen, auf den Bildern des Dorfes Gedompol ist sie dagegen stärker stilisiert. Der Wurzelbereich des Baums gehört zum Element Wasser, manchmal sind zusätzlich Luftwurzeln zu sehen, die den Stamm sichern. Das zu einem indonesischen Tempel (candi) gehörende überdachte Portal wird meist von Flügeln eingerahmt und ist durch eine Tür geschlossen. Auf manchen Szenen sind die gununggan nur teilweise dargestellt, weil sie von anderen Motiven überlagert oder vom äußeren Rand abgeschnitten werden. Der Stamm ist üblicherweise als Mittelachse sichtbar. Von ihm zweigen nach oben kürzer werdende Äste ab, zwischen denen Blätter, Blüten und manchmal Früchte zu erkennen sind. Mittig auf dem Stamm sitzt wie beim wayang kulit in Java üblicherweise ein Dämonenkopf, meist wie in Bali mit einem Auge (karang bintulu), seltener mit zwei Augen (kala).
Auf zwei Bildrollen von Gelaran kommen selbstständige Sonnenmotive vor, die vielleicht über eine mythische Erzählung mit dem Baum in Verbindung stehen. Demnach gibt es ein Sonnenwesen, das vier Füße oder wie ein Vogel zwei Füße hat und einmal als goldener Schwan geschildert wird, auf einem Baum im Wald sitzt und jeden Tag von einem Riesen gefressen wird. Diese Interpretation bringt die gesamte Tierwelt in der Baumkrone in einen mythischen Zusammenhang: Weil es beim wayang bèbèr keine äußere Begrenzung des gunungan gibt, sind die Tiere und sonstigen Gestaltungselemente über die gesamte Bildfläche ausgebreitet. Dies kann so aufgefasst werden, als sei der gunungan wie beim Schattenspiel beweglich und würde über die gesamte Bildfläche hinwegziehen. Der gemalte Umriss des gunungan entspricht dem Blatt eines Bodhi-Baums (Ficus religiosa, in Indonesien wringin), ein Baum mit einer magisch-religiösen Bedeutung, weil unter ihm Buddha erleuchtet wurde. Das Blatt steht insofern für den ganzen Baum.

## Übernahmen und Entsprechungen

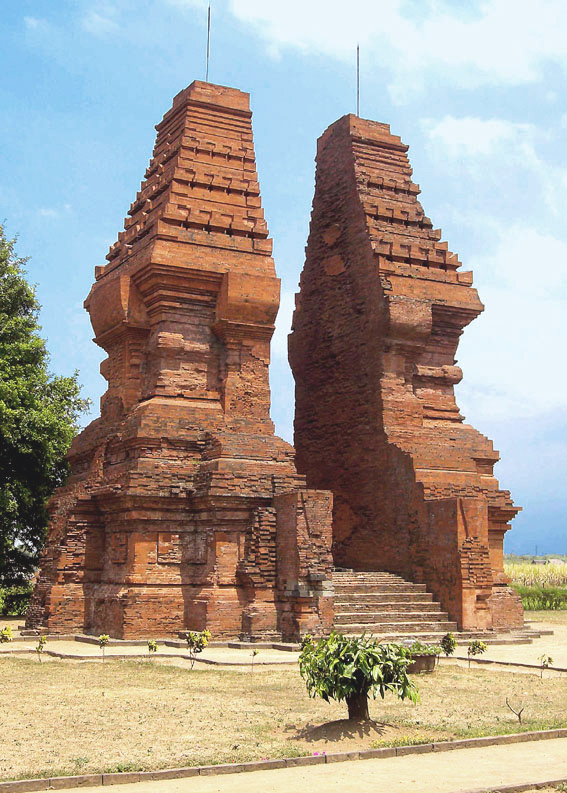
Wringin Lawang („Bodhi-Baum-Tor“) des Trowulan-Tempels in Ostjava aus dem 14. Jahrhundert. Im Namen vereint sind die beiden zentralen Motive des javanischen gunungan: der heilige Bodhi-Baum (wringin) und das Portal, hier in der Form eines Spalttors (candi bentar).

Neben den traditionellen Erzählungen indischer Herkunft (wayang purwa) diente das Schattenspiel auch dazu, politische Themen mit erzieherischer Absicht zu verbreiten und religiöse Missionierung zu betreiben. In modernen indonesischen Theaterstücken kann mit einem ökologischen Bewusstsein auf den gunungan als einem Symbol für Fruchtbarkeit und die Ganzheit der Natur zurückgegriffen werden.
Eine Schlange am Fuß des Weltenbaums ist die unendliche Weltenschlange, in Indien Ananta-Shesha, in Java Anantabhoga, die in kosmogonischen Erzählungen mit Vishnu verbunden ist. In den hinduistischen Vorstellungen in Java und Bali wird die Schlange auch mit dem Regenbogen assoziiert, ebenso steht die Unterweltsschlange der Dayak in Borneo mit dem Regenbogen, der eine Brücke in den Himmel bildet, in Beziehung. Es gibt Abbildungen der Unterweltsschlange bei den Dayak, die denen auf dem gunungan ähneln. In den wayang-Theaterformen wird Anantabhoga, der in der siebten Unterwelt lebende Schlangengott, üblicherweise in menschlicher Gestalt dargestellt.
Neben dem buddhistischen Stupa, dem mythologischen Mischwesen Makara und der Lotusblüte ist der gunungan eines der hauptsächlichen Ornamentmotive, die in vielen Regionen in Indonesien und Malaysia an traditionellen Häusern vorkommen. Der zum Umriss eines Berges stilisierte gunungan gilt als Statussymbol und wird bevorzugt in Holz geschnitzt über Hauseingängen angebracht oder bildet Öffnungen in Fensterläden. Unter islamischem Einfluss wurde in der Architektur der hinduistische Dämonenkopf auf dem gunungan durch florale Ornamente ersetzt. Das gunungan-Motiv ist ein Symbol der Erde und Weiblichkeit entsprechend dem ähnlichen, aber umgedrehten Motiv der Wasserbüffelhörner, die bei vielen traditionellen Haustypen (rumah adat), unter anderem bei den Batak in Sumatra, die Spitze des Kraggiebels bilden. Diese Dachspitze vereinigt einen dualistischen Kosmos, indem sie zugleich für die Himmelskörper Sonne, Mond und Sterne und Männlichkeit steht.
Ferner gehört der gunungan zu den Motiven, die Ritualobjekte verzieren. Ein Beispiel ist der bronzene Aufsatz eines Prozessionsstabes aus der ostjavanischen Periode (um 930–1377), der bei Zeremonien vorangetragen wurde. Er besteht als Hauptmotiv aus einem Speichenrad (auch Wurfscheibe, chakra), eines der Attribute Vishnus und im Buddhismus als „Rad der Lehre“ (dharmachakra) bekannt, das aus einer Lotosblüte herauswächst. In der Mitte oben befindet sich ein gunungan-förmiges Gebirge, das einen einäugigen Dämonenkopf umschließt.
Der gunungan des Schattenspiels ist die zweidimensionale Entsprechung des indonesischen Tempelbaus (candi), der als Symbol des Weltenbergs Meru gilt. Daher heißt der balinesische Tempelschrein, der mit seinem Stufendach hoch in den Himmel ragt, meru. Die meisten Gräber der im indonesischen Islam verehrten heiligen Männer, allen voran der neun heiligen Wali (Wali Songo), befinden sich auf Bergspitzen. Auf den Bergspitzen liegt auch im vorislamischen Glauben das Land der Könige und Ahnen. Die Dayak verorten auf dem Berggipfel das Land der Ahnenseelen, den Lebensbaum (batang garing) und das Wasser des Lebens. Durch ein Steintor gelangen sie dorthin. Zusammen mit den anderen Figuren, in denen sich die Könige und verehrten Altvorderen während des Spiels niederlassen, stellt der gunungan ein mythisches Bindeglied all dieser Vorstellungen dar.
Berge haben auch ohne Grabstätten in vielen Regionen Indonesiens seit alter Zeit eine magische Bedeutung, die bis heute besonders für den Gunung Agung in Bali und den Bromo in Ostjava zutrifft: Beide gelten als Sitz der Götter. Entsprechend wurde der Berg als Herrschersymbol verwendet. Der Thron eines der Sultane von Perak in Malaysia, der 1934 ins dortige Museum kam, ist auf der Rückseite mit einem Bergmotiv (gunong-gunong) bemalt, dessen ungefähr dreieckige Fläche mit einem Lebensbaum mit geschwungenem Blattwerk ausgefüllt ist, das aus einer Vase (Fruchtbarkeitssymbol) herauswächst. Ein malaysischer Hochzeitsbrauch ist die Bersanding-Zeremonie, bei der Braut und Bräutigam auf einem reich geschmückten, bergartigen Thron Platz nehmen und als „Könige für einen Tag“ (raja sa-hari) ein für sie aufgeführtes Tanz- und Musikprogramm erleben. Die überaus bedeutungsvolle Zeremonie ist eine hinduistische Tradition, die in die muslimische Heirat übernommen wurde.

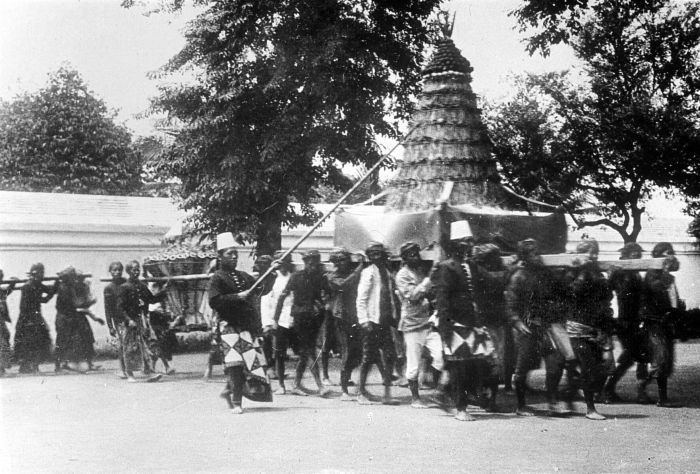
Garebeg-Prozession in Yogyakarta mit zwei gunungan (Reisbergen). Erste Hälfte 20. Jahrhundert

Der Berg wird in Gestalt von Speisen, die zu einem Berg aufgetürmt sind, zum Symbol der Fürsorge und Großzügigkeit des Sultans gegenüber seinem Volk in einer garebeg genannten Zeremonie, die dreimal im Jahr in Yogyakarta und Surakarta stattfindet. Die bis in die Zeit des Majapahit-Reiches zurückreichende Zeremonie soll die Verbindung des Herrschers mit seinen Untergebenen zum Wohl des Reiches zum Ausdruck bringen. Die drei garebeg werden vom Sultanspalast (kraton) der beiden Städte organisiert und finden als Prozessionen an islamischen Feiertagen statt. Die größte Veranstaltung ist Garebeg Maulud (Maulid an-Nabī, „Geburtstag des Propheten“) zu Ehren Mohammeds, die beiden anderen sind Garebeg Sawal, das Fest des Fastenbrechens am Ende des Ramadan und Garebeg Besar, das islamische Opferfest. Tausende Zuschauer stehen am Straßenrand, wenn in Yogyakarta in einer Reihe Plattformen mit Speisebergen (gunungan) von mehreren Männern vom Palast bis in den Hof der Großen Moschee und weitere Speiseberge an andere Orte getragen werden. In der kleineren Prozession von Surakarta ist nur die Große Moschee das Ziel. Die Speisen werden überwiegend auf der Basis von Klebreis hergestellt. Nach der Form werden „männliche“ Berge (gunungan lanang) von „weiblichen“ Bergen (gunungan wadon) und einigen anderen Bergtypen unterschieden. Für die Organisatoren sind die Prozessionen ein Mittel, um die traditionelle Macht des Palastes zu erhalten.
Das türkische Karagöztheater entwickelte sich wie das javanische Schattenspiel unter dem Einfluss sufischer Strömungen und enthält gleichfalls Elemente, die sich auf eine vorislamische, animistische Zeit zurückführen lassen. Nach einer Theorie beeinflusste das javanische Schattenspiel, das von aus Java zurückkehrenden arabischen Händlern mitgebracht wurde, das arabische Schattenspiel, das wiederum zum Vorbild für das ab Anfang des 16. Jahrhunderts historisch greifbare Karagöz wurde. Zwischen beiden Schattenspieltraditionen gibt es mehrere Parallelen, eine davon ist der gunungan, der als Lebensbaum göstermelik zu Beginn des türkischen Schattenspiels aufgestellt wird.